# كريستوفر بنغتسون
كريستوفر بنغتسون (بالسويدية: Christopher Bengtsson)‏ هو لاعب هوكي الجليد سويدي، ولد في 19 أكتوبر 1993 في ستوكهولم في السويد.

## وصلات خارجية
- كريستوفر بنغتسون على موقع EliteProspects.com (الإنجليزية)
- كريستوفر بنغتسون على موقع Eurohockey.com (الإنجليزية)
- كريستوفر بنغتسون على موقع HockeyDB.com (الإنجليزية)